# Pseudoleskea plagiostoma
Pseudoleskea plagiostoma là một loài Rêu trong họ Leskeaceae. Loài này được Müll. Hal. mô tả khoa học đầu tiên năm 1872.